# Jack Mewhort
Jack Mewhort (Toledo, 30 agosto 1991) è un giocatore di football americano statunitense che gioca nel ruolo di offensive tackle nella National Football League (NFL). Fu scelto nel corso del secondo giro (59º assoluto) del Draft NFL 2014. Al college ha giocato a football all'Università statale dell'Ohio.

## Carriera professionistica

### Indianapolis Colts
Mewhort fu scelto nel corso del secondo giro del Draft 2014 dagli Indianapolis Colts. Debuttò come professionista partendo come titolare nella settimana 1 contro i Denver Broncos.